# Lyna Khoudri
Lyna Khoudri (en árabe: لينا خضري‎; Argel, Argelia, 3 de octubre de 1992) es una actriz y modelo francoargelina. Conocida principalmente por su actuación en la película Les Bienheureux (2017), dirigida por Sofia Djama, con la que ganó el Premio Horizontes (Orizzonti) a Mejor Actriz en el 74.º Festival Internacional de Cine de Venecia. En 2020, gracias a su papel en Papicha, ganó el Premio César a la Actriz Más Prometedora. Trabajó durante varios años para este papel, con la directora Mounia Meddour, quien también ganó el Premio César a la Mejor Ópera Prima en 2020. También interpretó a una estudiante activista en la película coral de Wes Anderson, The French Dispatch (2021).

## Biografía

### Infancia y juventud
Lyna Khoudri nació en 1992 en Argel (Argelia), su padre es periodista y su madre violinista. Su familia se vio obligada a mudarse  a Aubervilliers (Francia), como exiliados debido al peligro que suponía para la familia la profesión de su padre durante los convulsos y violentos años de la guerra civil argelina. Durante su juventud recibió formación como actriz en el Théâtre national de la Colline en París.

### Actuación
En 2014, debutó en la serie de televisión francesa Josephine, Guardian Angel.
En el 2019, interpretó el papel de Louna en la miniserie de Canal+ Les Sauvages durante varios episodios. Ese mismo año también interpretó a Nedjma en la película Papicha, que trata sobre una joven argelina que utiliza la moda como resistencia cultural durante la guerra civil argelina.
En la película The French Dispatch, Khoudri interpretó a una activista estudiantil militante y novia del personaje principal, interpretado por Timothée Chalamet, su historia se centra en un motín estudiantil. Khoudri asistió al estreno con el director Wes Anderson, Chalamet y otros miembros del elenco en el Festival Internacional de Cine de Cannes de 2021, donde la película compitió en la selección oficial por la Palma de Oro.
En 2022 interpretó el personaje de Samia en la película francesas, November, de Cédric Jiménez, por la que fue nominada al César a la mejor actriz de reparto.
En 2023 formó parte del elenco reunido por Martin Bourboulon para su relectura de la famosa novela Los tres mosqueteros, de Alejandro Dumas, encargada por los estudios Pathé. Donde Interpreta el papel de Constance Bonacieux, la confidente de la Reina. La primera parte, centrada en la figura de D'Artagnan, se estrenó en cines el 5 de abril de 2023 en Francia. Mientras que la segunda parte, centrada en Milady de Winter, se estrenó el 13 de diciembre de 2023. Ese mismo año, volvió a coprotagonizar junto con François Civil la película de suspenso Un lugar para luchar (Une zone à défendre), de Romain Cogitore, la primera película original francesa de Disney+, en la que interpreta a una activista medioambiental que se enamora del personaje interpretado por Civil, un oficial de policía encubierto.

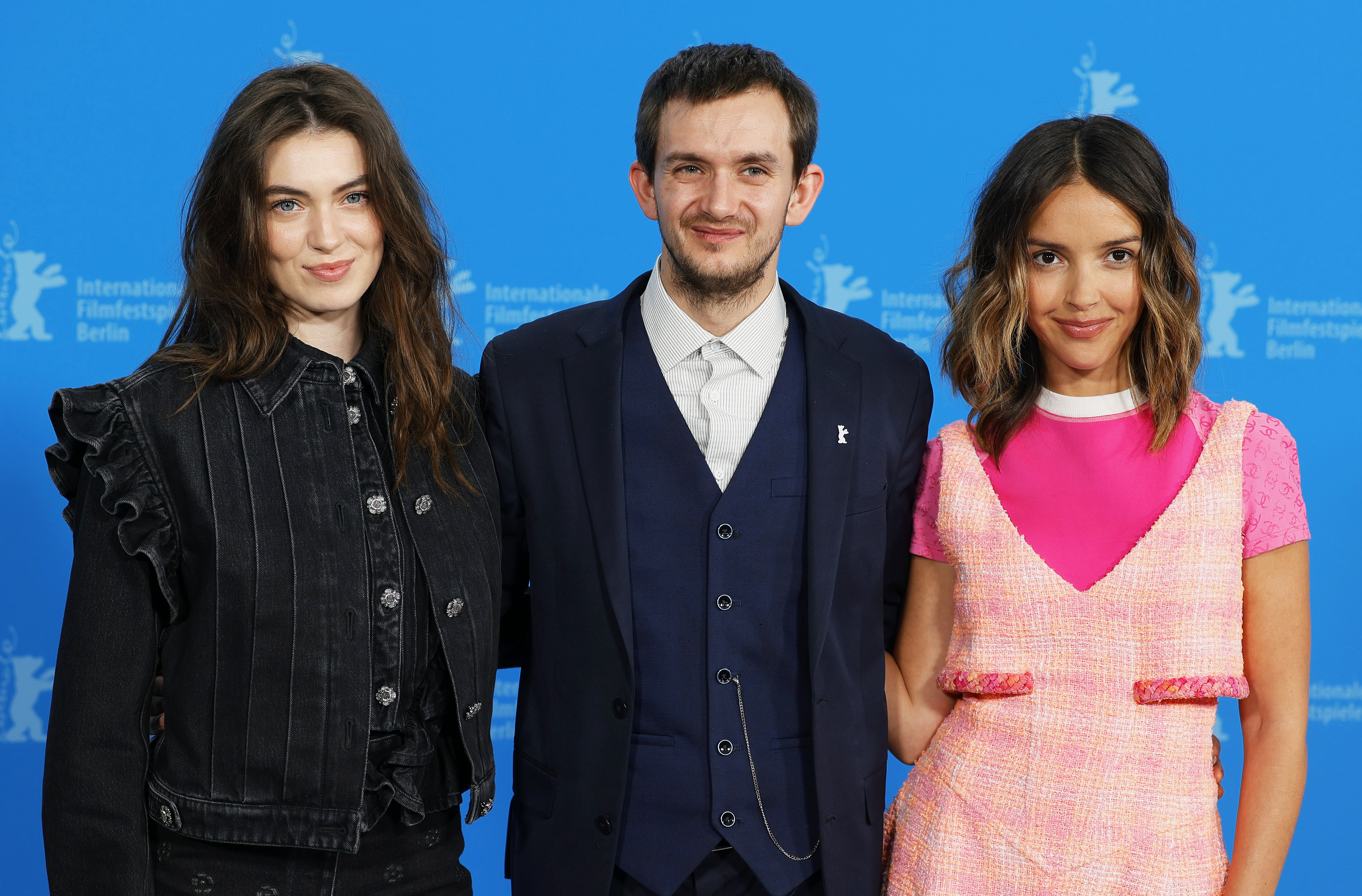
Anamaria Vartolomei, Brandon Vlieghe y Lyna Khoudri en el estreno de la película L'Empire en la Berlinale de 2024

En 2024 protagonizó la película de ciencia ficción del director francés Bruno Dumont, L'Empire, y en la película dramática italo-belga-estadounidense How Kids Roll, película que supuso el debut como director del director italo-estadounidense Loris Lai, La trama se desarrolla en la Franja de Gaza, en medio del conflicto israelí-palestino durante la Segunda Intifada en 2003. También en 2024, protagonizó el cortometraje An Urban Allegory, codirigido por Alice Rohrwacher y JR, que se estrenó el 1 de septiembre de 2024 en la 81.ª edición del Festival Internacional de Cine de Venecia en la sección Fuera de competición (Ficción).
En abril de 2024, se anunció que Khoudri prestará su voz a la protagonista femenina de la película animada franco-belga In Waves, película que supone el debut como directora de Phuong Mai Nguyen. En mayo de 2024, se unió al elenco protagonista del drama sobre la evacuación de Afganistán 13 jours 13 nuits de Martin Bourboulon, una adaptación de la novela del mismo título de Mohamed Bida. En agosto de 2024 se unió al equipo protagonista de la nueva película de Mélissa Drigeard, Le Gang des Amazones.
En 2025, Khoudri protagonizará la película de suspenso político Eagles of the Republic de Tarik Saleh.

### Modelaje
Khoudri es embajadora de la marca de moda francesa Chanel desde 2022, después de haber colaborado con la marca desde 2020, tras su primera colaboración para las Revelaciones de los Premios César 2020. Hizo su debut en la pasarela durante el desfile Crucero 2022/23 de Chanel en Montecarlo (Mónaco) el 5 de mayo de 2022.

## Filmografía

### Cine
| Año  | Título                                       | Papel               | Director(es)                       | Notas                                          | Ref.   |
| ---- | -------------------------------------------- | ------------------- | ---------------------------------- | ---------------------------------------------- | ------ |
| 2016 | Polina                                       | Elève Karl          | Valérie Müller y Angelin Preljocaj |                                                |        |
| 2017 | Les Bienheureux                              | Feriel              | Sofia Djama                        |                                                |        |
| 2017 | La Fête est Finie                            | Amel                | Marie Garel-Weiss                  |                                                |        |
| 2017 | Luna                                         | Chloé               | Elsa Diringer                      |                                                |        |
| 2019 | Papicha                                      | Nedjma              | Mounia Meddour                     | Ganó el César a la mejor actriz revelación     | [ 23 ] |
| 2019 | Hors normes                                  | Ludivine            | Olivier Nakache y Éric Toledano    |                                                |        |
| 2020 | Gagarine                                     | Diana               | Fanny Liatard y Jérémy Trouilh     |                                                | [ 24 ] |
| 2021 | Haute Couture                                | Jade                | Sylvie Ohayon                      |                                                |        |
| 2021 | The French Dispatch                          | Juliette            | Wes Anderson                       |                                                |        |
| 2021 | Secret Name                                  | Nélie Laborde       | Aurélia Georges                    |                                                |        |
| 2022 | Houria                                       | Houria              | Mounia Meddour                     |                                                | [ 25 ] |
| 2022 | Novembre                                     | Samia               | Cédric Jimenez                     | Nominada al César a la mejor actriz de reparto |        |
| 2023 | Babyphone                                    | Charlotte           | Ana Girardot                       | Cortometraje                                   |        |
| 2023 | Los tres mosqueteros: D'Artagnan             | Constance Bonacieux | Martin Bourboulon                  |                                                |        |
| 2023 | Los tres mosqueteros: Milady                 | Constance Bonacieux | Martin Bourboulon                  |                                                |        |
| 2023 | Une zone à défendre                          | Myriam              | Romain Cogitore                    |                                                | [ 26 ] |
| 2024 | L'Empire                                     | Line                | Bruno Dumont                       |                                                |        |
| 2024 | I bambini di Gaza - Sulle onde della libertà | Farah               | Loris Lai                          |                                                |        |
| 2024 | Allégorie Citadine                           | Madre de Jay        | Alice Rohrwacher y JR              | Cortometraje                                   | [ 16 ] |
| 2025 | 13 jours 13 nuits                            | Eva                 | Martin Bourboulon                  | Posproducción                                  | [ 18 ] |
| 2025 | Eagles of the Republic                       | Donya               | Tarik Saleh                        | Posproducción                                  | [ 20 ] |
| —    | Le Gang des Amazones                         | —                   | Mélissa Drigeard                   | Filmándose                                     | [ 19 ] |

### Televisión
| Año  | Título                   | Papel            | Notas                             |
| ---- | ------------------------ | ---------------- | --------------------------------- |
| 2014 | Joséphine, ange gardien  | Vanessa Grangier | Episodio 2 de la 18.ª temporada   |
| 2016 | Deux flics sur les docks | Armandine Sayad  | Episodio 4 de la 5.ª temporada    |
| 2019 | Les Sauvages             | Louna            | Miniserie; dir. Rebecca Zlotowski |
| 2024 | Carême                   | Henriette        | Miniserie; dir: Martin Bourboulon |

## Teatro
| Año       | Título                               | Director          | Notas                                   | Ref.          |
| --------- | ------------------------------------ | ----------------- | --------------------------------------- | ------------- |
| 2014      | Et le théâtre pour vous c'est quoi ? | Laurent Chétouane | Théâtre de la Commune, Mk2 Bibliothèque | [ 28 ] [ 29 ] |
| 2016      | Hamlet Kebab                         | Rodrigo García    | Théâtre de la Commune, Mk2 Bibliothèque | [ 30 ]        |
| 2017–2018 | Actrice                              | Pascal Rambert    | Théâtre des Bouffes du Nord             | [ 29 ]        |
| 2023      | Perdre son sac                       | Pascal Rambert    | Théâtre des Bouffes du Nord             | [ 29 ]        |

## Premios y nominaciones
| Año  | Premio                                    | Categoría                            | Trabajo nominado      | Resultado | Ref.   |
| ---- | ----------------------------------------- | ------------------------------------ | --------------------- | --------- | ------ |
| 2017 | Festival Internacional de Cine de Venecia | Mejor Actriz                         | Les Bienheureux       | Ganadora  | [ 31 ] |
| 2018 | Festival Jean-Carmet                      | Premio del público a la mejor actriz | Avaler des couleuvres | Ganadora  | [ 32 ] |
| 2019 | Angoulême Francophone Film Festival       | Premio Valois a la mejor actriz      | Papicha               | Ganadora  | [ 33 ] |
| 2020 | Premios César                             | Mejor Actriz Revelación              | Papicha               | Ganadora  | [ 34 ] |
| 2023 | Premios César                             | Mejor actriz secundaria              | Novembre              | Nominada  | [ 35 ] |